# アゴン・メーメティ
アゴン・ジェヴァト・メフメティ（Agon Mehmeti, 1989年11月20日 - ）は、ユーゴスラビア（現コソボ）・ポドゥイェヴォ出身の元アルバニア代表サッカー選手。現役時代のポジションはフォワード。

## 経歴
コソボ自治州のポドゥイェヴォ出身で、2歳の時に家族と共にスウェーデンへ移住した。IFKマルメのユースチームでキャリアをスタートさせ、2002年にマルメFFのユースに移籍した。2008年3月31日、IFKヨーテボリ戦でプロデビューを果たした。7月27日、カルマルFF戦では83分に途中出場してから2得点し、チームを3-2の勝利に導いた。2009年には途中出場で5ゴールを決めている。
2011年11月11日、イタリアのUSチッタ・ディ・パレルモに5年契約で移籍することが決定した。 2012年1月8日、SSCナポリ戦でイゴール・ブダンと交代途中出場でデビューを果たした。しかしボルトロ・ムッティ監督の信頼を勝ち取れずほとんど出番を得られなかった。シーズン終了後にルイジ・ジョルジとのトレードでノヴァーラ・カルチョに期限付き移籍。2013-14シーズンはプリメイラ・リーガのSCオリャネンセでプレーした。
2014年7月、パレルモを退団することが発表された。同日、マルメへの復帰が決定した。
2016年3月14日、エリテセリエンのスターベクIFと3年契約を交わした。
2016-17シーズン後半よりゲンチレルビルリイSKでプレー。しかし、リーグ戦2試合の出場に留まった。
2017年9月7日、嘗てマルメでアシスタントコーチとして指導を受けたペップ・クロテートが監督を務めるオックスフォード・ユナイテッドFCと1年契約を締結した。翌月10月3日、EFLトロフィーのブライトン・アンド・ホーヴ・アルビオンFC・U-21との試合で加入後スタメンとなるが、前半8分にハムストリングを負傷し年末まで戦線を離脱する。翌年3月に指揮官として招聘されたカール・ロビンソンは、契約を延長しないことを表明した。
2019年3月11日、エーレブルーSKに移籍した。

## 代表歴
スウェーデン代表として各年代でプレーしている。A代表はアルバニア代表を選択し、2013年9月のW杯予選にてデビューした。

## タイトル
マルメ
- アルスヴェンスカン : 2010, 2014
- スヴェンスカ・スーペルクーペン: 2014